# Josef Procházka (lední hokejista)
Josef Procházka (* 16. března 1934) je bývalý český hokejový brankář.

## Hokejová kariéra
V československé lize chytal za CHZ Litvínov, VTJ Dukla Košice a Motor České Budějovice. Odchytal 4 ligové sezóny.

## Klubové statistiky
| 1961/1962 | Jiskra SZ Litvínov     | 1. liga | 4  | -    | - |
| 1963/1964 | VTJ Dukla Košice       | 2. liga | -  | -    | - |
| 1964/1965 | VTJ Dukla Košice       | 1. liga | -  | -    | - |
| 1965/1966 | VTJ Dukla Košice       | 1. liga | -  | -    | - |
| 1965/1966 | CHZ Litvínov           | 1. liga | 13 | -    | - |
| 1967/1968 | Motor České Budějovice | 2. liga | -  | -    | - |
| 1968/1969 | Motor České Budějovice | 1. liga | -  | 4,92 | - |